# Grumman C-1 Trader
De Grumman C-1 Trader is een Amerikaans militair transportvliegtuig gemaakt door fabrikant Grumman.

## Geschiedenis
De Grumman C-1 Trader werd in het begin van 1954 ontwikkeld ten behoeve van transportverzorging van lading en passagiers van en naar de vliegdekschepen van de Amerikaanse marine, de US Navy. De hiervoor gangbare term is tot op heden nog steeds onveranderd: het Carrier Onboard Delivery (COD)-toestel.
In januari 1955 maakte de Grumman C-1 Trader zijn eerste vlucht; hij stond toen nog bekend als Grumman model 96. Nadat de technische specificaties door de US Navy waren goedgekeurd kreeg het toestel de aanduiding Grumman TF-1; dit werd later gewijzigd in C-1.
Het betrouwbare toestel werd vooral tijdens de Vietnamoorlog alom geliefd en stond wijd en zijd bekend als de mailman van de vloot omdat alle in en uitgaande post erin werd vervoerd.
De C-1A was standaard ook voorzien van een automatische piloot en werd beschouwd als toestel geschikt voor elk weertype. Tevens werd hij als meermotorig trainings- en als instrumenttrainingstoestel gebruikt. De Trader verschafte op deze manier vele piloten de kwalificatie om met meermotorige machines vanaf vliegdekschepen te kunnen opereren.
Andere op dit toestel gebaseerde en versies waren de Grumman E-1 Tracer en de Grumman S-2 Tracker.
De laatste operationele vlucht met een Grumman C-1A Trader was die met het toestel dat destijds werd geleverd onder BuNo 146048. Na een diensttijd van meer dan 30 jaar werd dit type toestel op 30 september 1988 uitgefaseerd.
Er werden totaal 87 stuks voor de US Navy geleverd.

## Kenmerken
De opmerkelijke verschillen van de Trader ten opzichte van de latere Trackers en Tracers waren de grotere diepte van de romp waardoor het toestel een beetje een lomp en walvisachtig uiterlijk bezat en het ontbreken van bewapening.
De achterkant van de motoren werd van een andere beplating voorzien en in de zijkant van de romp waren enkele raampjes aangebracht.
In het passagierscompartiment konden negen personen met volledige bepakking worden ondergebracht; ze zaten met de rug echter tegen de vliegrichting in. Als er alleen vracht moest worden vervoerd dan werden de negen stoelen in zeer korte tijd verwijderd.

## Galerij

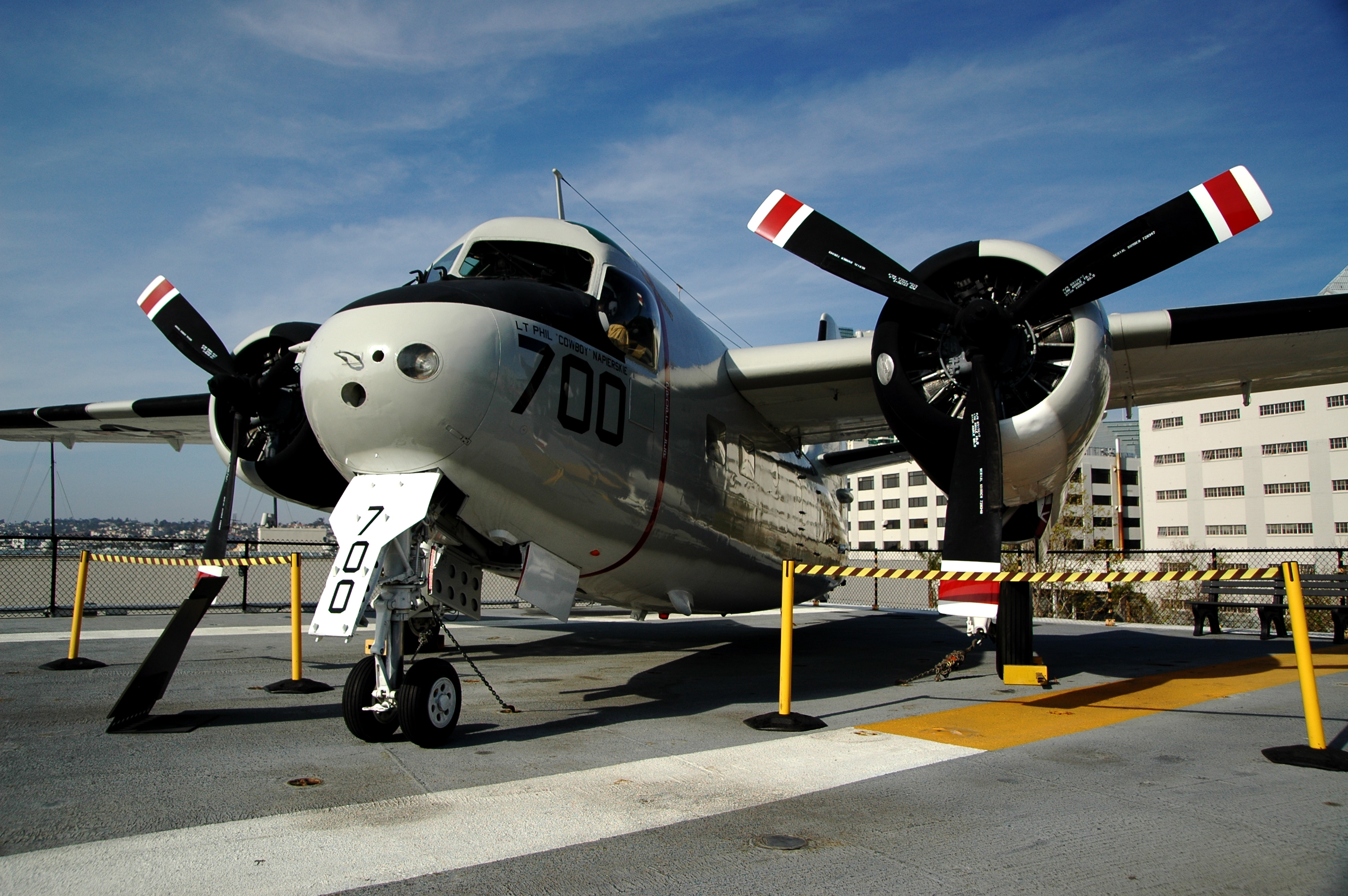
Een C-1 Trader tentoongesteld op de USS Midway
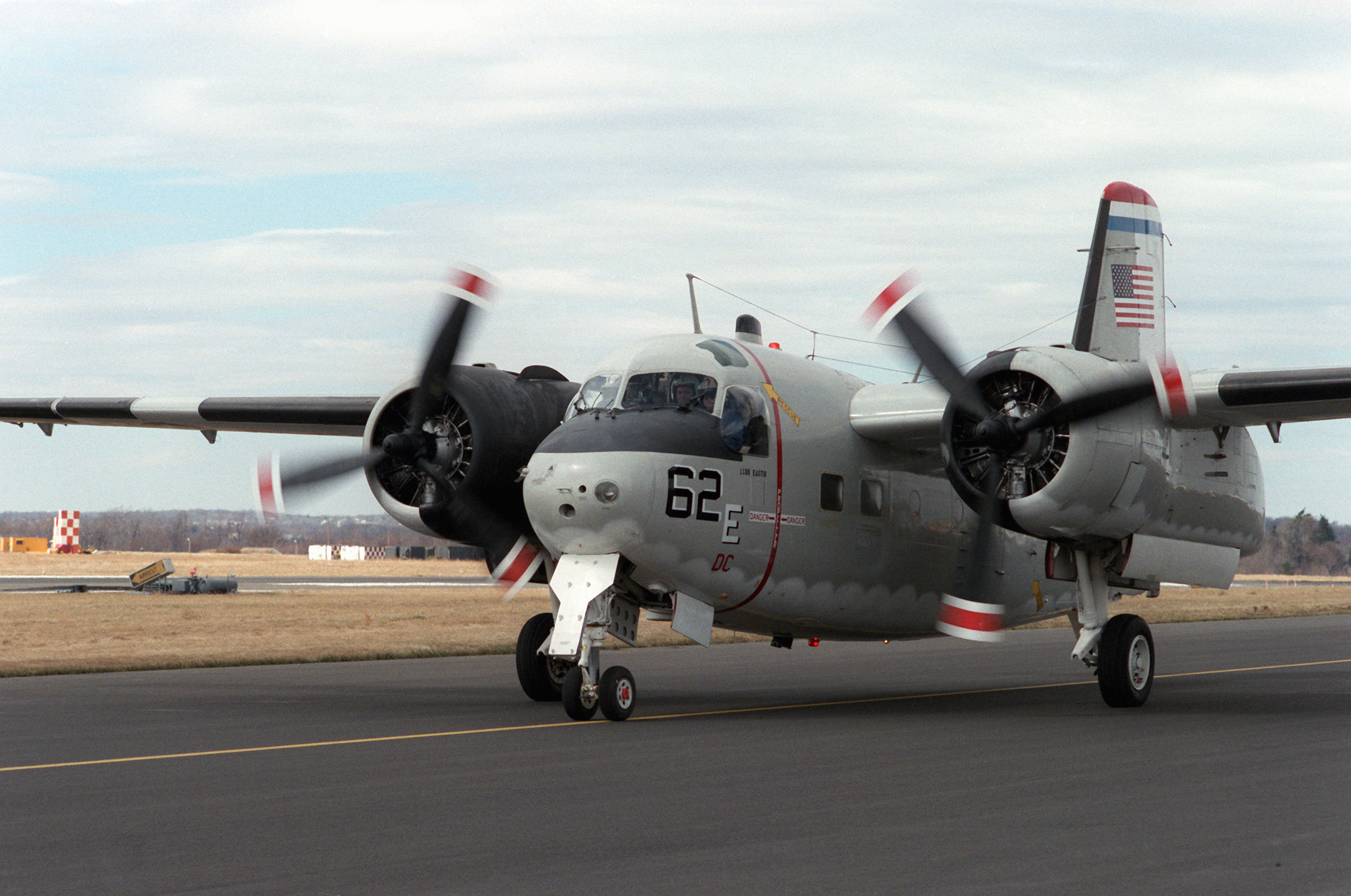
C-1 tijdens het taxiën op NAS Willow Grove
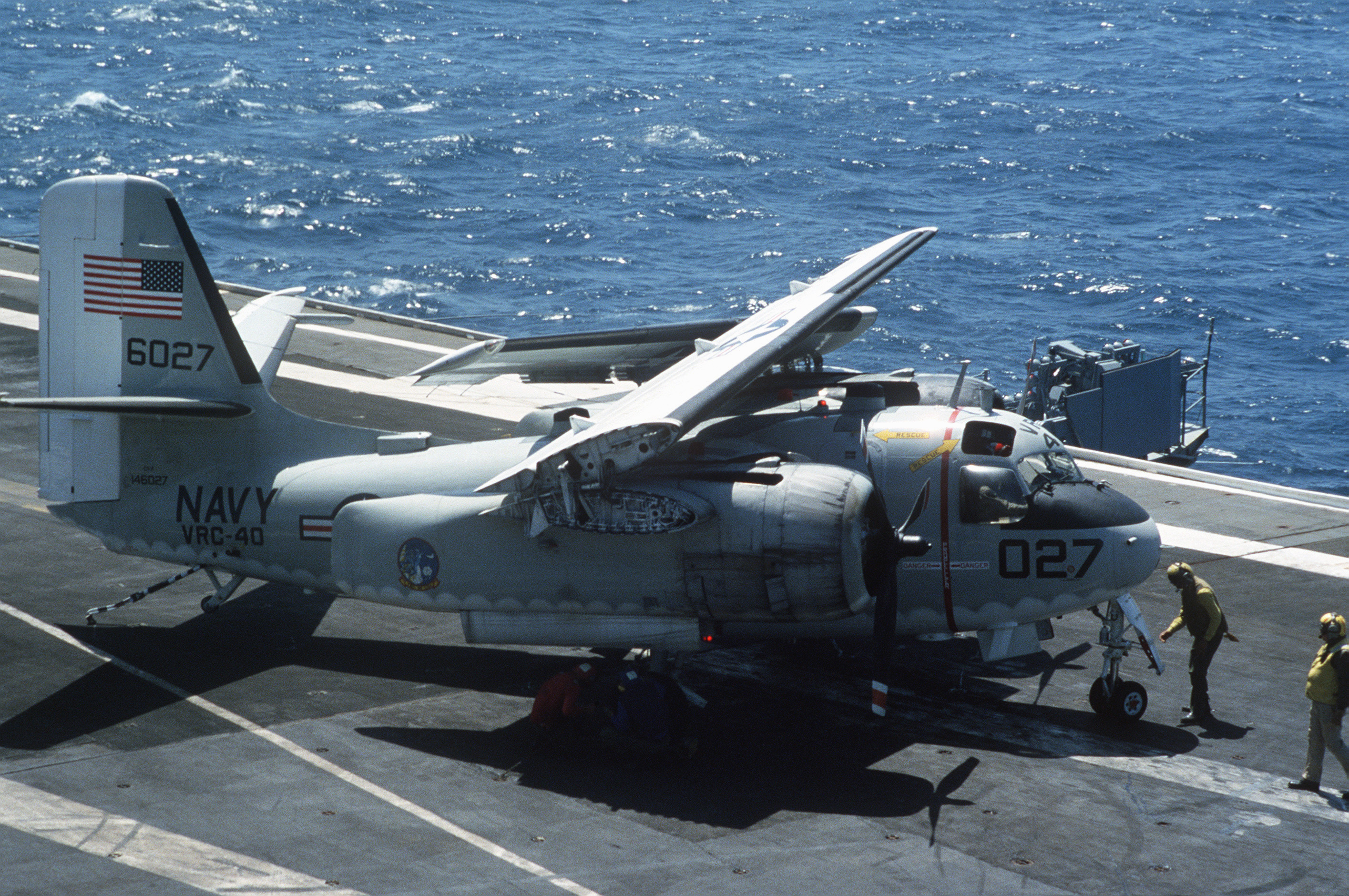
C-1 met opgeklapte vleugels